# Tobias Andersson (politiker)
Tobias Joachim Friden Andersson, född 7 maj 1996 i Götlunda församling i Skaraborgs län, är en svensk politiker (sverigedemokrat). Han var nationell talesperson för Sverigedemokraternas ungdomsförbund Ungsvenskarna SDU sedan starten den 1 oktober 2015 fram till och med 14 oktober 2022. Han är riksdagsledamot sedan valet 2018, sedan 2019 ledamot av partistyrelsen och sedan 2022 ordförande för riksdagens näringsutskott.

## Biografi
Andersson avlade 2018 ekonomie kandidatexamen vid Göteborgs universitets Handelshögskola.
Andersson blev 2014, vid 18 års ålder, invald i Skövde kommunfullmäktige för Sverigedemokraterna, och blev då gruppledare för partiet i kommunen. Han var vid denna tid medlem i Sverigedemokratisk Ungdom (SDU), som var Sverigedemokraterna ungdomsförbund  fram till 12 september 2015, och var distriktsordförande för SDU i Skaraborgs län.
Inför förbundskongressen den 12 september 2015 utmanade Andersson valberedningens förslag till ny förbundsordförande, Jessica Ohlson, och förlorade med siffrorna 44 röster för Ohlson och 38 röster för Andersson. Moderpartiet Sverigedemokraterna bröt sedan med sitt ungdomsförbund för att bilda ett nytt ungdomsförbund, som fick namnet Ungsvenskarna SDU, medan utbrytargruppen fortsatte under namnet Sverigedemokratisk ungdom. Detta var kulmen på en långtgående konflikt mellan ungdomsförbundets sittande förbundsledning och partiets partistyrelse där Ohlson representerade den sittande förbundsledningen mot Andersson som representerade partistyrelsen. 1 oktober 2015 presenterade Sverigedemokraterna sitt nybildade ungdomsförbund Ungsvenskarna SDU med Andersson som förbundsordförande.
Sedan valet 2018 sitter Andersson i riksdagen för Sverigedemokraterna och ansvarar bland annat för partiets handelspolitik. Han kandiderade för Sverigedemokraterna i valet till Europaparlamentet 2019 och lyfte i valrörelsen vikten av ökad frihandel. År 2019 valdes han in i Sverigedemokraternas partistyrelse.
Andersson har 2018 och 2019 angetts som en av Sveriges 100 mäktigaste unga och som ett framtidsnamn inom Sverigedemokraterna. Hösten 2021 utsågs han till Sverigedemokraternas rättspolitiska talesperson samt kommittéordförande i justitieutskottet.
Efter valet 2022 tilldelades Sverigedemokraterna för första gången poster som ordförande i riksdagens utskott, där partiet erhöll fyra stycken ordförandeposter. I samband med detta valdes Tobias Andersson som ordförande för riksdagens näringsutskott där han tidigare tjänstgjort i tre år som bland annat kommitteordförande och näringspolitisk talesperson.
Efter över sju år på posten lämnade Andersson posten som ordförande i Ungsvenskarna i oktober 2022 på förbundets konvent i Linköping. Han efterträddes av vice ordföranden Emil Eneblad.

### Valrörelsen 2022
I valrörelsen 2022 folierade Sverigedemokraterna en tunnelbanevagn i Stockholm. Andersson lade då upp en bild på vagnen och twittrade "Välkommen till återvandringståget. Du innehar en enkelbiljett. Nästa stopp, Kabul!", en tweet som möttes av stark kritik. Andersson sa själv att inlägget var ett raljant svar på att han upplevde att människor blev kränkta av SD:s tunnelbanereklam. 

### Politiska ställningstaganden
Han uppger sig stå något till höger politiskt. Han har av bedömare pekats ut som en företrädare för den s.k. "särartslinjen" i Sverigedemokraterna, med vilket menas att slå vakt om partiets unika identitet och att fortsätta att förflytta samhällsdebatten.